# آجون ایلیجالی

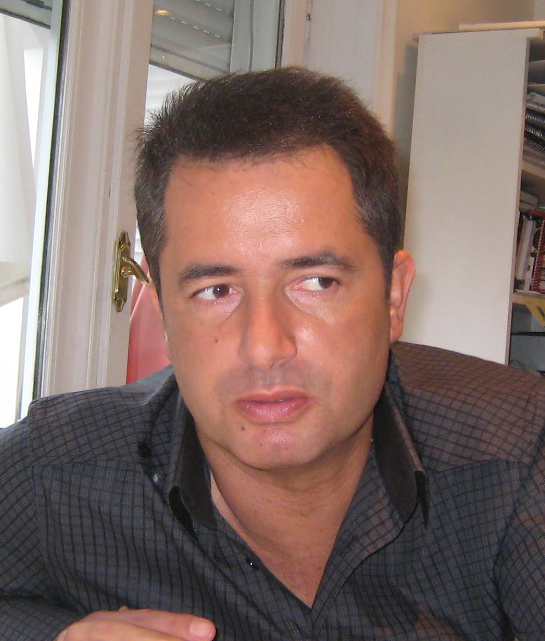
آجون ایلیجالی

آجون ایلیجالی (به ترکی استانبولی: Acun Ilıcalı) (۱۹۶۹ ادیرنه) تهیه‌کننده، مجری و روزنامه‌نگار اهل کشور ترکیه است.

## زندگی خصوصی
خانواده اش اهل ارزروم ترکیه بودند اما وی در شهر ادیرنه متولد شد. دوره ابتدائی را در ادیرنه به اتمام رساند. سپس به استانبول رفت و دوران دبیرستان را در کالج Kadıköy Maarif و Anatolian به اتمام رساند. در دانشگاه استانبول رشته دبیری زبان انگلیسی ثبت نام کرد، اما پس از طی هفت سال نتوانست تحصیلاتش را به پایان برساند. سپس به عنوان نویسنده ورزشی در رادیو و تلویزیون ورزشی شروع به کار کرد.
آجون اولین ازدواج خود را در سن ۱۹ سالگی کرده است. اکنون صاحب چهار فرزند دختر است. فرزند چهارم وی بر اثر بارداری ناخواسته دوست دخترش، شیما سوباشی به دنیا آمد. از آنجا که در قوانین کشور ترکیه داشتن دو همسر همزمان قانونی نمی‌باشد، اما وی پس از متولد شدن فرزند چهارمش، رابطه ی خود با شیما سوباشی را در محافل عمومی ترکیه اعلام نمود.
آجون و شیما در تاریخ ۱۹ سپتامبر ۲۰۱۷ عروسی بسیار مجللی در مارسی برگزار کردند.سفرها و زندگی لوکس این زوج همواره در کانون توجه رسانه‌ها و حتی کاربران شبکه‌های اجتماعی بود. شیما در یکی از همین سفرها، تصاویرش در حالی که با مردی، در وضعیتی بسیار صمیمی در حال رقص بود منتشر شد و بلافاصله موضوع خیانت او به آجون در صدر اخبار زرد سلبریتی‌ها قرار گرفت. هرچند موضوع با انکارهای مکرر شیما مواجه شد، اما در نهایت نوامبر ۲۰۱۸ شیما و آجون رسما از یکدیگر جدا شدند.این بار رقم نفقه‌ای که آجون به شیما پرداخت می‌کرد هم خبرساز شد: ۱۲۵ هزار لیره ترک در ماه.اما دارایی های او بنابه گفته خوددر یک برنامه ریتینگ بالای تلویزیونی از زبان خودش یک جت هواپیمای لوکس دارم، من 3 قایق تندرو در آمریکا، دومینیکن و ترکیه دارم، من 12 موتور بسیار گرانقیمت و برند های بنام را دارم(البته عشق او به موتورسواری را همه میدانند که تجربه تلخی را نیز این عشق موتور برایش رقم زده تصادف در خیابان بغداد بالاشهر استانبول که منجر به شکستن شدید دست و چند ده بخیه داخلی و بیرونی خوردن،و جراحات دیگر و مهمتر همراه او که پشت موتور محکم او را گرفته بود و در حال خواندن آهنگ مورد علاقه شان بود،دوست دختر او بود که منجر به مرگ او در این حادثه شد)در ادامه حرفهایش:من 2 قایق تفریحی دارم، من 500 تی شرت برند گرانقیمت دارم، من 30 یا 40 دمپایی برند مخصوص خودم تهیه شده دارم. من 1 باشگاه فوتبال در انگلستان که باشگاه و ورزشگاه اختصاصی دارد که نارنجی پوشان با آرم ببر هال سیتی که بازیکن اسبق استقلال صیادمنش که به اوکراین رفت بعد فنرباغچه ترکیه و بعد هال سیتی آجون باشگاه را کلا 30میلیون دلار خریداری کرد که اکنون بالغ بر 60میلیون یورو میباشد که خریدار هم دارد من مالک کانال پر طرفدار و ریتینگ بالای tv8 وtv8.5 و همه این موارد در شرکت اصلی ACCUN MEDIA آجون مدیا که بالای هفتصد کارکن مستقیم و غیر مستقیم مشغول بکارند را دارم.وی همیشه دست به جیب بوده در کارهای خیریه و آخرین مورد بزرگ آن بنام فرزندانش 5میلیون &Lir به زلزله زدگان کمک نقدی نمود,از آنجایئکه ثروت این افراد متغیر است اما آخرین مقدار ثروت ثبت شده بر اساس مالیات پرداختی به دولت بالای صد میلیون دلار است

## فعالیت فعلی و شکستن رکورد جهانی لایو اینستاگرام
از ۱۰ سپتامبر سال ۲۰۰۷ با برنامه تلویزیونی «Var mısın Yok musun» که از کانالشو تی‌وی ترکیه پخش می‌شود به شهرت رسید.
این برنامه اقتباسی از نسخه فرانسوی یک مسابقه تلویزیونی است که از نظر دکوراسیون و گرافیک شباهت زیادی به نسخه آمریکایی آن دارد.
آجون بعد از کسب موفقیت با اجرای برنامه «Var mısın Yok musun» ورژن محلی برنامه پرطرفدار American's Got Talent را تهیه و اجرا کرد که با نام «Yetenek Sizsiniz» از کانال تی‌وی ۸ در حال پخش است.
در اواخر سال ۲۰۱۳ آجون با سرمایه شخصی خود، شبکه تلویزیونی تی‌وی ۸ را خریداری نمود که امروزه به عنوان یکی از شبکه های پربیننده در ترکیه محسوب می شود.
آجون برنامه مشهور «survivor» را تهیه و اجرا نموده است که مورد استقبال مردم ترکیه و کشورهای خاورمیانه قرار گرفته است.
که در همین برنامه در تاریخ ۲۶ می سال ۲۰۲۰ رکورد لایو اینستاگرام را در تنها در عرض دو دقیقه با ۳ میلیون بازدید کننده شکست و هم اکنون رکورد دار و سلطان لایو اینستاگرام میباشد.
او یکی از ثروتمندترین افراد ترکیه است.